# Zelda II: The Adventure of Link
Zelda II: The Adventure of Link (jap. リンクの冒険 Rinku no Bōken; „Przygoda Linka”) – przygodowa gra akcji produkcji japońskiej opracowana i wydana przez Nintendo po raz pierwszy na konsolę Famicon. Jest drugą odsłoną serii The Legend of Zelda i jednocześnie jedynym oficjalnym sequelem gry The Legend of Zelda. Premiera gry miała miejsce w Japonii 14 stycznia 1987, a prawie dwa lata później w Ameryce Północnej i krajach regionu PAL.
Gra, mimo zasadniczych zmian w systemie rozgrywki, za które bywa często krytykowana, okazała się wielkim sukcesem firmy Nintendo, sprzedając się na świecie w nakładzie 4,38 miliona sztuk. Zelda II: The Adventure of Link pojawiła się także na NES Classic Edition.

## Fabuła
Akcja gry rozgrywa się kilka lat po wydarzeniach przedstawionych w The Legend of Zelda. Główny bohater, 16-letni teraz Link staje przed zadaniem zdjęcia ciążącej nad księżniczką Zeldą klątwy, w wyniku której zapadła ona w wieczny sen. Aby tego dokonać, Link musi odzyskać ostatni element starożytnego artefaktu, zwanego Triforce, który spoczywa na dnie podziemnego pałacu gdzieś w krainie Hyrule. Zadanie to utrudniać mu będą przeciwnicy, postawieni na jego drodze pośmiertnie przez Ganona, którego Link pokonał już wcześniej, w poprzedniej części gry. Krew zabitego Linka potrzebna jest Ganonowi, aby wskrzesić własne ciało.

## Rozgrywka
W stosunku do pierwszej części, twórcy gry diametralnie zmienili obowiązujące zasady rozgrywki. Charakterystyczny w The Legend of Zelda widok „z lotu ptaka” został wykorzystany wyłącznie do poruszania się bohatera po mapie krainy. W pozostałych, najbardziej zasadniczych z punktu widzenia rozgrywki, etapach gry, obserwujemy bohatera z boku, jak w typowych platformówkach. Zmiana ta, niepodjęta ponownie w żadnej z późniejszych części serii, jest jedną z najczęściej krytykowanych przez graczy cech gry.
W grze zaimplementowano rozbudowany, jak na serię The Legend of Zelda, system rozwoju postaci. Gracz pokonując przeciwników zdobywa doświadczenie, które pozwala mu na awans jednej z trzech podstawowych cech bohatera: ataku, magii i życia. Wybór, które cechy będą rozwijane w pierwszej kolejności zależy wyłącznie od gracza. Poziomy ataku i życia warunkują odpowiednio: wartość zadawanych przez bohatera obrażeń oraz liczbę punktów życia, jakimi on dysponuje. Poziom magii wpływa natomiast na koszt użycia magicznych umiejętności, których Link uczy się wraz z postępem fabuły. Umiejętności te nie tylko zwiększają jego skuteczność w zmaganiach z przeciwnikami, ale czasem okazują się też niezbędne do przejścia kolejnych etapów gry.
Elementem wspólnym Adventure of Link i pierwszej części gry, a także pozostałych odsłon serii, jest schemat zgodnie z którym gracz wchodzi w posiadanie nowych przedmiotów. Ich zdobycie wiąże się z eksploracją podziemnych pałaców, na dnie których czeka walka z wyjątkowo wymagającym przeciwnikiem. Każdy kolejny zdobyty przedmiot umożliwia Linkowi dostęp do nowego obszaru krainy, eksplorację nowego pałacu, a w efekcie zdobycie następnego nowego przedmiotu przybliżającego gracza do końca rozgrywki. Podziemne pałace są odpowiednikiem tzw. dungeon’ów z The Legend of Zelda.